# Hữu Mai
Hữu Mai (1926-2007) là một nhà văn Việt Nam với hơn 60 đầu sách được in. Ông là người viết những hồi ức của đại tướng Võ Nguyên Giáp và là Hội viên sáng lập Hội Nhà văn Việt Nam (1957). Ông được tặng Giải thưởng Nhà nước về Văn học Nghệ thuật (2001) và được truy tặng Giải thưởng Hồ Chí Minh về Văn học và Nghệ thuật (2017).

## Thân thế sự nghiệp
Ông tên thật là Trần Hữu Mai, sinh ngày 7 tháng 5 năm 1926, tại thành phố Nam Định, Nam Định. Nguyên quán ông gốc ở làng Đông Trụ, xã Tiến Thắng, huyện Lý Nhân, Hà Nam.
Ông là con một gia đình viên chức nhỏ. Kháng chiến toàn quốc ông tham gia tự vệ thành, chiến đấu ở Hà Nội rồi vào bộ đội, phụ trách báo Quân Tiên Phong (báo của Đại đoàn 308), tham gia nhiều chiến dịch trong đó có chiến dịch Điện Biên Phủ.
Năm 1956, ông tham gia thành lập và biên tập tạp chí Văn nghệ Quân đội, trưởng phòng Văn nghệ Quân đội, lên đến cấp bậc Đại tá. Năm 1983, ông chuyển ngành sang Hội nhà văn, là Ủy viên Ban thư ký thường trực Ban Chấp hành Hội khóa III, khóa IV. Ông là thành viên của Hiệp hội Quốc tế những nhà văn viết truyện trinh thám AIEP.
Năm 2001, ông được tặng Giải thưởng Nhà nước về văn học nghệ thuật đợt I cho các tiểu thuyết: Cao điểm cuối cùng, Vùng trời, Ông cố vấn.
Ông qua đời ngày 17 tháng 6 năm 2007 tại Hà Nội, hưởng thọ 81 tuổi.
Năm 2017, ông được truy tặng Giải thưởng Hồ Chí Minh về Văn học và Nghệ thuật đợt V  cho cụm tác phẩm: Tiểu thuyết "Đêm yên tĩnh" và tiểu thuyết "Người lữ hành lặng lẽ".

## Đóng góp văn học
Trong các sáng tác văn học, ông thường sử dụng hai bút danh là Hữu Mai và Trần Mai Nam. Trong suốt sự nghiệp văn chương của mình, ông đã cho xuất bản hơn 60 đầu sách các loại.
- Những ngày bão táp (tiểu thuyết, 1956)
- Cao điểm cuối cùng (tiểu thuyết, 1960)
- Đồng đội (tập truyện ngắn, 1962)
- Phía trước là mặt trận (tập truyện ngắn, 1966)
- Dải đất hẹp (ký sự, 1967)
- Vùng trời (tiểu thuyết, 3 tập, 1971, 1975, 1980)
- Hà Nội 12 ngày đêm (ký sự, 1973)
- Trận đánh cuối cùng (ký sự, 1977)
- Đất nước (tiểu thuyết, 1985)
- Ông cố vấn (tiểu thuyết, 3 tập, 1988, 1989)
- Đêm yên tĩnh (truyện, 2000)
- Người lữ hành lặng lẽ (tiểu thuyết tư liệu, 2005)
- Không phải huyền thoại (tiểu thuyết, 2007)

Ông còn là một những nhà văn tham gia viết nhiều hồi ức của Đại tướng Võ Nguyên Giáp:
- Một vài hồi ức về Điện Biên Phủ (hồi ký, 1964)
- Từ nhân dân mà ra (hồi ký, 1966)
- Những năm tháng không thể nào quên (hồi ký, 1970)
- Chiến đấu trong vòng vây (hồi ký, 1995)
- Đường tới Điện Biên Phủ (hồi ký, 1999)
- Điện Biên Phủ - điểm hẹn lịch sử (hồi ký, 2000)

Ông còn là tác giả kịch bản của nhiều bộ phim như Hoa ban đỏ, Ông cố vấn (phim truyền hình), Nguyễn Ái Quốc ở Hồng Kông (phim truyện nhựa), Cao điểm cuối cùng...

## Vụ việc tranh chấp bản quyền
Sau khi Hữu Mai từ trần, năm 2020, Nhà xuất bản Thông Tin Truyền Thông đã in 2 cuốn sách trong bộ hồi ký là Đường tới Điện Biên Phủ và Điện Biên Phủ - điểm hẹn lịch sử mà không xin phép gia đình nhà văn Hữu Mai. Cuối năm 2020, Nhà xuất bản này đã gửi công văn xin lỗi gia đình nhà văn Hữu Mai, đồng thời gửi công văn tới gia đình Đại tướng Võ Nguyên Giáp, đề nghị hủy hợp đồng xuất bản 2 cuốn sách này mà trước đó đã được ký trong 5 năm.
Ông Nguyễn Nguyên - cục trưởng Cục Xuất bản - không bình luận đúng sai, chỉ bày tỏ mong muốn các bên liên quan sẽ sớm đạt được thỏa thuận trên cơ sở thực hiện nghiêm Luật sở hữu trí tuệ và các văn bản pháp luật liên quan.
Luật sư Phạm Anh Tuấn (Công ty luật Phạm và cộng sự) cho rằng chỉ có tòa án mới phán quyết được, khi họ đã tham khảo ý kiến từ hội đồng giám định tư pháp do tòa lập ra. Hội đồng này gồm các chuyên gia am hiểu luật, am hiểu lịch sử bối cảnh ra đời của tác phẩm, và hiểu về các nhân vật liên quan. Ông cũng cho rằng hai gia đình nên ngồi lại giải quyết với nhau là tốt nhất.
Cho đến nay vụ việc vẫn còn chưa đi đến hồi kết.

## Vinh danh
- Giải thưởng Nhà nước về Văn học Nghệ thuật, năm 2001
- Giải thưởng Hồ Chí Minh về Văn học Nghệ thuật, năm 2017

### Giải thưởng văn học
- Giải thưởng văn học Bộ Quốc phòng (1989) với Ông cố vấn
- Giải A văn xuôi Hội Nhà văn (1990)
- Giải A văn học về đề tài an ninh Bộ Công an - Hội Nhà văn Việt Nam

## Đời tư
Nhà văn Trần Hữu Mai và vợ Trương Thị Bích Thu có bốn người con. Người con trai cả Trần Hữu Bình từng là Phó Chủ tịch Ủy ban nhân dân tỉnh Ninh Bình, Phó Bí thư Đảng ủy khối Doanh nghiệp Trung ương, cũng là một nhà văn với bút danh Bình Ca. Người con trai thứ Trần Hữu Việt là một nhà thơ, hiện đang là Vụ trưởng, Trưởng ban Văn hoá - Văn nghệ báo Nhân Dân.